# Piotr Niedźwiecki
Piotr Wincenty Niedźwiecki (ur. 11 października 1956 w Sieradzu) – polski samorządowiec, od 2009 do 2018 prezydent Zduńskiej Woli. Brat Marka Niedźwieckiego.

## Życiorys
Syn Wojciecha i Kazimiery. Ukończył historię nauczycielską na Uniwersytecie Łódzkim, a także podyplomowe studia z zakresu zarządzania w oświacie i nauczania na odległość. Pracował zawodowo do czasu przejścia na emeryturę. W wyborach samorządowych w 2006 uzyskał mandat radnego Zduńskiej Woli z listy lokalnego ugrupowania.
W trakcie kadencji przystąpił do Platformy Obywatelskiej. W grudniu 2008 po odwołaniu w referendum Zenona Rzeźniczaka został zastępcą pełniącego obowiązki prezydenta miasta. W kwietniu 2009 wygrał w drugiej turze bezpośrednie przedterminowe wybory na urząd prezydenta Zduńskiej Woli, kandydując z ramienia komitetu Forum Praca, Rodzina, Sprawiedliwość (został usunięty z PO za start w tych wyborach bez partyjnej rekomendacji). W listopadzie tego samego roku ponownie przyjęto go do Platformy Obywatelskiej, jednak niespełna rok później z niej wystąpił.
W pierwszej turze wyborów lokalnych w 2010 jako kandydat niezależny zdobył 32,92% głosów, najwięcej spośród sześciu kandydatów. W drugiej turze pokonał swojego kontrkandydata Andrzeja Brodzkiego stosunkiem 57,38%:42,62% (przewagą około 2,1 tys. głosów), co zapewniło mu reelekcję. W 2014 po raz kolejny wygrał wybory w drugiej turze, zwyciężając w niej kandydatkę PO Hannę Iwaniuk przewagą 277 głosów. W 2018 nie został ponownie wybrany, przegrywając w pierwszej turze głosowania.